# J. Schmalz
Die J. Schmalz GmbH ist ein Hersteller von Automatisierungstechnik mit Sitz in Glatten, Deutschland. Das familiengeführte Unternehmen gilt als marktführend in der Vakuumtechnologie sowie im Bereich der ergonomischen Handhabungssysteme und Energiespeicher. Die Schmalz Gruppe besteht aus der Muttergesellschaft und 19 Tochterunternehmen. Sie ist international mit 31 Standorten sowie verschiedenen Gesellschaften und Handelspartnern vertreten.

## Geschichte
Johannes Schmalz gründete 1910 die Johannes Schmalz Rasierklingenfabrik an einer Wasserkraftanlage in Glatten. Unter der Marke Glattis verkaufte das Unternehmen zunächst deutschlandweit bis zu 600.000 Rasierklingen monatlich. In den ersten Jahren erzeugte das Unternehmen für die Produktion ausschließlich Strom aus Wasserkraft.
Die Verbreitung des Elektrorasierers erforderte eine Umorientierung und Schmalz stellte die Produktion von Rasierklingen ein. Stattdessen begann die Produktion von Anhängern und Transportgeräten für Landwirtschaft und Industrie. 1948 übernahm der Sohn von Johannes Schmalz, Artur, die Geschäftsleitung und entwickelte mit dem Unternehmen Produkte im Bereich der Leichtfahrzeuge.
Kurt Schmalz, der Sohn von Artur Schmalz, übernahm 1984 die Geschäftsleitung und das Unternehmen begann mit der Herstellung von Produkten aus der Vakuumtechnik. Für Schuler entwickelte Schmalz 1989 das mobile Handhabungssystem Jumbo, bestehend aus einem Fahrgestell, einem drehbaren Kran und einem Vakuum-Schlauchheber.
1990 trat Wolfgang Schmalz in die Leitung des Unternehmens ein und führte die Schmalz GmbH zusammen mit seinem Bruder Kurt.
Die erste internationale Niederlassung entstand 1998 in der Schweiz. Ein Jahr später stieg Schmalz mit der Gründung einer Niederlassung in Raleigh, North Carolina in den US-amerikanischen Markt ein.
Von 2009 bis 2017 erweiterte Schmalz den Standort in Glatten um weitere Produktionsflächen, ein Forschungs- und Versuchszentrum und ein Kommunikationszentrum für Mitarbeiter und Besucher. Für den Ausbau mit energiesparenden Maßnahmen am Stammsitz und die Schaffung von Kreativräumen für Angestellte investierte Schmalz rund 6 Millionen Euro. Ende des Jahres zog sich Wolfgang Schmalz aus der Geschäftsführung zurück und trat dem Unternehmensbeirat bei.
Weiterhin übernahm Schmalz 2017 alle Anteile der Stuttgarter Gesellschaft für Produktionssysteme GmbH (GPS). Die GPS entstand als Ableger des Fraunhofer-Instituts für Produktionstechnik und Automatisierung. Die GPS ist unter anderem im Bereich Hard- und Software sowie Datenaggregation tätig.
Der Einstieg in den australischen Markt geschah 2018 mit der Übernahme von Millsom Hoists. Der langjährige Handelspartner hatte vorher seit dreißig Jahren die Produkte von Schmalz vertrieben.
2020 wurde Schmalz als eines der ersten Unternehmen Teil des Klimabündnisses Baden-Württemberg. Mitglieder des Bündnisses verfolgen die Absicht, ihren Gesamtenergieverbrauch zu reduzieren, kohlenstoffdioxidfrei zu produzieren und schließlich klimaneutral zu werden. Zu dieser Zeit erzeugte Schmalz bereits rund 80 % der Energie über Wind- und Wasserkraft, Photovoltaik, Solarparks und Hackschnitzelanlagen. Der restliche benötigte Strom wurde von einem regionalen CO2-neutralen Lieferanten bezogen.
2022 übernahm Schmalz die schwedische Binar Handling AB samt ihrer Tochtergesellschaften in der Volksrepublik China, Frankreich, Deutschland und der Türkei. Das Unternehmen ist ein Hersteller von Kranen, Balancern und Endeffektoren mit Hauptsitz in Trollhättan. Außerdem erfolgte im Januar die Übernahme der englischen Palamatic Ltd., die Handhabungssysteme für die Pharma- und Chemieindustrie entwickelt.
Im Juni 2023 stellte Schmalz eigene Redox-Flow-Batteriesysteme vor. Im März 2024 besichtigte Bundeskanzler Olaf Scholz das Unternehmen.

## Unternehmensstruktur
Die J. Schmalz GmbH ist das Mutterunternehmen der Schmalz Gruppe. Die Schmalz Gruppe besteht unter anderem aus den Unternehmen Schmalz, Binar Handling, Palamatic und der Gesellschaft für Produktionssysteme (GPS). Kurt Schmalz leitet das Unternehmen als geschäftsführender Gesellschafter, Andreas Beutel ist der Geschäftsführer. Im Geschäftsjahr 2022 beschäftigte die Schmalz Gruppe international rund 1.800 Mitarbeiter, davon 1.164 Mitarbeiter bei der J. Schmalz GmbH. Der Umsatz belief sich auf mehrere Millionen Euro, 207 Millionen Euro wurden durch die J. Schmalz GmbH erwirtschaftet.
Schmalz ist mit Handelspartnern und 31 Standorten in über 80 Ländern vertreten, darunter in Europa, Asien, Australien und Nordamerika. Neben Deutschland gehören die Vereinigten Staaten, China und Japan zu den wichtigsten Absatzländern von Schmalz (Stand: 2020).
Die J. Schmalz GmbH ist Mitglied im Wirtschaftsverband Industrieller Unternehmen Baden.

## Tätigkeitsfelder und Produkte
Schmalz ist tätig in den Bereichen Vakuum-Automation, manuelle Handhabung und Energiespeicher. Die von Schmalz entwickelten Technologien und Produkte richten sich vor allem an die Logistik sowie Automobil-, Holz-, Elektronik-, Lebensmittel-, Kunststoff- und Möbelindustrie. Zu den Kunden gehören unter anderem mittelständische Sägewerke, große Automobilkonzerne, Pharmaunternehmen oder Smartphonehersteller.

### Vakuumtechnik
Im Bereich der Vakuumtechnik produziert Schmalz Greifsysteme wie Sauggreifer, Heber oder Krananlagen mit Vakuumtechnik für manuelle und automatisierte Produktionsprozesse. Durch diese können schwere Gebinde wie Karosseriebauteile oder auch Rotorblätter von Windkraftanlagen bewegt werden. Auch leichte Komponenten können mit den Greifsystemen bewegt werden. Für einen Impfstoffhersteller stellte Schmalz Sauggreifer mit geringen Durchmesser her, um kleine Ampullen, Spritzen und Injektionsfläschchen zu bewegen. Schmalz entwickelt die Greifer je nach Anwendungsbedarf individuell in unterschiedlichen Bauformen, Größen und Materialien. Neben den Greifern stellt Schmalz auch andere Bestandteile eines Vakuum-Systems her, darunter Ventile oder Schalter.
Für den Bereich der Batterietechnologie stellt Schmalz automatisierte Spezialgreifer und Endeffektoren her, die den präzisen Transport von Kathoden, Anoden, Separatoren und Pouchzellen ermöglichen. Diese Greifer ermöglichen eine abdruck- und partikelfreie Handhabung von Batterie-, Brennstoff- und Solarzellen. Auch mögliche Deformationen einzelner Komponenten werden verhindert. Weitere Bestandteile des Geschäftsfelds sind Fertigungssysteme, Kunststoff- und Handhabungstechnik.

### Energiespeicher
Das Geschäftsfeld Energiespeicher entwickelt Speichermöglichkeiten, um regenerative Energie zwischenzuspeichern. Hierzu nutzt Schmalz Redox-Flow-Batteriesysteme. Diese stationären Großbatterien nutzen zur Speicherung von Energie flüssige Speichermedien, welche in externen Tanks gelagert werden.

## Nachhaltiges Wirtschaften
Das Unternehmen ist Teil mehrerer Klimainitiativen und Projekte, wie dem Klimabündnis Baden-Württemberg. Darüber hinaus ist Schmalz Gründungsmitglied in der Wirtschaftsinitiative Nachhaltigkeit (WIN) Baden-Württemberg. Zu den Maßnahmen für Nachhaltigkeit auf ökologischer und ökonomischer Ebene gehören unter anderem Maßnahmen zur Digitalisierung und Automation, die Reduktion von Emissionen und Heizölverbrauch sowie die Optimierung und Ausbau der regenerativen Stromerzeugung und die Erhöhung der Materialeffizienz durch Verbesserung von Herstellverfahren. Die Produktion von Schmalz ist aufgrund von ressourceneffizienten Prozessen ebenfalls auf Nachhaltigkeit ausgelegt. Zudem kann die Belegschaft Ideen und Verbesserungsmöglichkeiten im Bereich Entwicklung, Produktion und Verwaltung einreichen.
Schmalz bezieht bei der Produktentwicklung am Hauptsitz in Glatten seinen Strom seit der Gründung aus eigenen regenerativen Quellen, darunter Wind-, Solar-, Wasser- und Blockheizkraftwerke. Zur Energiespeicherung werden zudem stationäre Großbatterien genutzt. Im Rahmen der Initiative H2 Black Forest ist Schmalz Teil des Nachhaltigkeitsprojekts ReduCO2, welches das Ziel verfolgt, CO2-Emissionen zu senken. H2 Black Forest wurde vom Campus Schwarzwald, dem Institut für Industrielle Fertigung und Fabrikbetrieb der Universität Stuttgart, sowie dem Fraunhofer-Institut für Produktionstechnik und Automatisierung gegründet. Schmalz ist eines der Unternehmen, welches an dieser Initiative teilnimmt. Im Zuge des Projekts wird der CO2-Fußabdruck der Schmalz GmbH virtuell dargestellt, um dann modellhaft zu untersuchen, wie der Ausstoß von CO2 vermindert werden kann. Ein weiteres aus der Initiative entstandenes Projekt von Schmalz ist ein Greifer für Wasserstoff-Brennstoffzellen. Durch den Einsatz von Wasserstoff als Energieträger sollen ebenfalls CO2-Emissionen eingespart werden.
Auch auf der sozialen Ebene ist Schmalz im Bereich Nachhaltigkeit tätig. Hier unterhält Schmalz unter anderem einen mehrfach ausgezeichneten Ökolehrpfad. Dort werden die Energieeffizienz, Erneuerbarkeit, Lebensdauer von Produkten sowie sonstige Maßnahmen von Schmalz zur Nachhaltigkeit präsentiert. Zu dem Lehrpfad gehören außerdem Gelände wie Wasserkraftteiche und Feuchtgebiete, welche als Lebensraum und Rastplatz für verschiedene Vogelarten, Schmetterlinge und Fledermäuse fungieren.

## Auszeichnungen (Auswahl)
- 2016: Corporate Social Responsibility Auszeichnung, verliehen von dem Kuratorium des Deutschen CSR-Forums.[36]
- 2019: Deutscher Nachhaltigkeitspreis in der Kategorie mittelgroße Unternehmen.[42][43]
- 2020: Auszeichnung als Deutschlands Innovationsführer durch das FAZ-Institut.[44]
- 2021: Auszeichnung im Rahmen des Wettbewerbs Deutschlands Beste Arbeitgeber, verliehen durch das Forschungs- und Beratungsinstitut Great Place to Work.[45]
- 2021: Axia Award in der Kategorie Best Managed Companies.[46]
- 2021: Großer Preis des Mittelstandes, verliehen von der Oskar-Patzelt-Stiftung.[47]
- 2023: Innovationspreis Ergonomie, verliehen durch das Nürnberger Institut für Gesundheit und Ergonomie für das Produkt Jumboflex-Picker.[3]
- 2023: Innovationspreis Ergonomie, verliehen durch das Nürnberger Institut für Gesundheit und Ergonomie für den VacuMaster Wood.[48]
- 2023: Umwelttechnikpreis Baden-Württemberg, Zweiter Platz in der Kategorie Energieeffizienz mit dem Produkt Elektrische Compact-Pump GCPi.[49]
- 2024: Wahl unter die 100 besten Arbeitgeber Deutschlands 2024, Auszeichnung durch das Forschungs- und Beratungsinstitut Great Place to Work.[50]